# Platyoides velonus
Platyoides velonus is een spinnensoort uit de familie Trochanteriidae. De soort komt voor in Madagaskar.